# ألف يونغ
ألف يونغ (بالإنجليزية: Alf Young)‏ (27 نوفمبر 1900 في المملكة المتحدة - 31 يوليو 1975) هو لاعب كرة قدم بريطاني (وحمل سابقاً جنسية المملكة المتحدة لبريطانيا العظمى وأيرلندا) في مركز الوسط. لعب مع نادي غيلينغهام ونادي هارتلبول يونايتد ولينكولن سيتي أف سي ونادي ووركينغتون.